# Августа Кароліна Кембридзька
Августа Кароліна Шарлотта Єлизавета Марія Софія Луїза Кембридзька (англ. Augusta Caroline Charlotte Elizabeth Mary Sophia Louise of Cambridge; 19 липня 1822 — 5 грудня 1916) — член британської королівської сім'ї, онучка Георга III. У шлюбі велика герцогиня Мекленбург-Штреліцька.

## Біографія
Принцеса Августа народилася 19 липня 1822 року в палаці Монбрійан, Ганновер. Її батько був принц Великої Британії Адольф Фредерік, герцог Кембридзький, сьомий син Георга III і Шарлотти Мекленбург-Штреліцької. Її матір'ю була принцеса Августа Гессен-Кассельська. Принцеса була хрещена в тому ж палаці 16 серпня 1822 року. 
Принцеса провела свої перші роки в Ганновері, де її батько був віцекоролем. 
У принцеси Августи був брат, принц Георг, пізніше 2-й герцог Кембридзький, і сестра, принцеса Марія Аделаїда, пізніше герцогиня Текська. Таким чином, принцеса Августа була двоюрідною сестрою королеви Вікторії і тіткою Марії Текської, пізніше королеви Марії. 

### Шлюб
28 червня 1843 року принцеса Августа стала дружиною свого двоюрідного брата, Фрідріха Вільгельма Мекленбург-Штреліцького в Букінгемському палаці. При вступі в шлюб Августа одержала титул Її Королівська Високість спадкова Велика герцогиня Мекленбург-Штреліцька. 6 вересня 1860 року, після смерті свекра вона стала великою герцогинею Мекленбург-Штреліцькою. У шлюбі народила двох дітей. 

## Подальше життя
Принцеса Августа зберегла тісні зв'язки з британською королівською сім'єю. Вона часто відвідувала свою матір, герцогиню Кембріджську. 
Після смерті матері в 1889 році герцогиня купила будинок в Лондоні, де вона проводила велику частину часу. 
Велика герцогиня Мекленбург-Штреліцька була особливо близька зі своєю племінницею, майбутньою королевою Марією. Проте, старість завадила їй бути присутньою на коронації короля Георга V і королеви Марії в Вестмінстерському абатстві 22 червня 1911 року. 
В старості принцеса була дуже сварливою людиною, але напрочуд розумною та хитрою. Коли принцеса Уельська Мод стала королевою Норвегії, Августа сказала, що вона «стала королевою революційного трону». 
Овдовівша велика герцогиня Мекленбург-Штреліцька померла в Нойштреліці і була похована в іоаннітській церкві Мирова. Серед онуків короля Георга III вона прожила найдовше. Їй було 94 роки. 

## Родина
Чоловік — Фрідріх Вільгельм Мекленбург-Штреліцький 
Діти: 
- Фрідріх Вільгельм (народився і помер в Лондоні 13 січня 1845 роки)
- Адольф Фрідріх (1848—1914), великий герцог Мекленбург-Штреліцький з 1904 року.

## Нагороди
- Орден Індійської корони (Британська імперія)
- Орден Святої Катерини 1-го ступеня (Російська імперія)
- Орден Луїзи (Прусське королівство)
- Орден Золотого лева (Гессен-Кассельське ландграфство)
- Хрест «За заслуги» для жінок та дівчат (Прусське королівство)

## Титули
- 19 липня 1822 — 28 червень 1843: Її Королівська Високість Принцеса августа Кембридзька
- 28 червня 1843 — 6 вересня 1860: Її Королівська Високість Наслідна Велика герцогиня Мекленбург-Штреліцька
- 6 вересня 1860 — 30 травень 1904: Її Королівська Високість Велика герцогиня Мекленбург-Штреліцька
- 30 травня 1904 — 5 грудня 1916: Її Королівська Високість Овдовівша Велика герцогиня Мекленбург-Штреліцька